# Yamaoka Tesshū

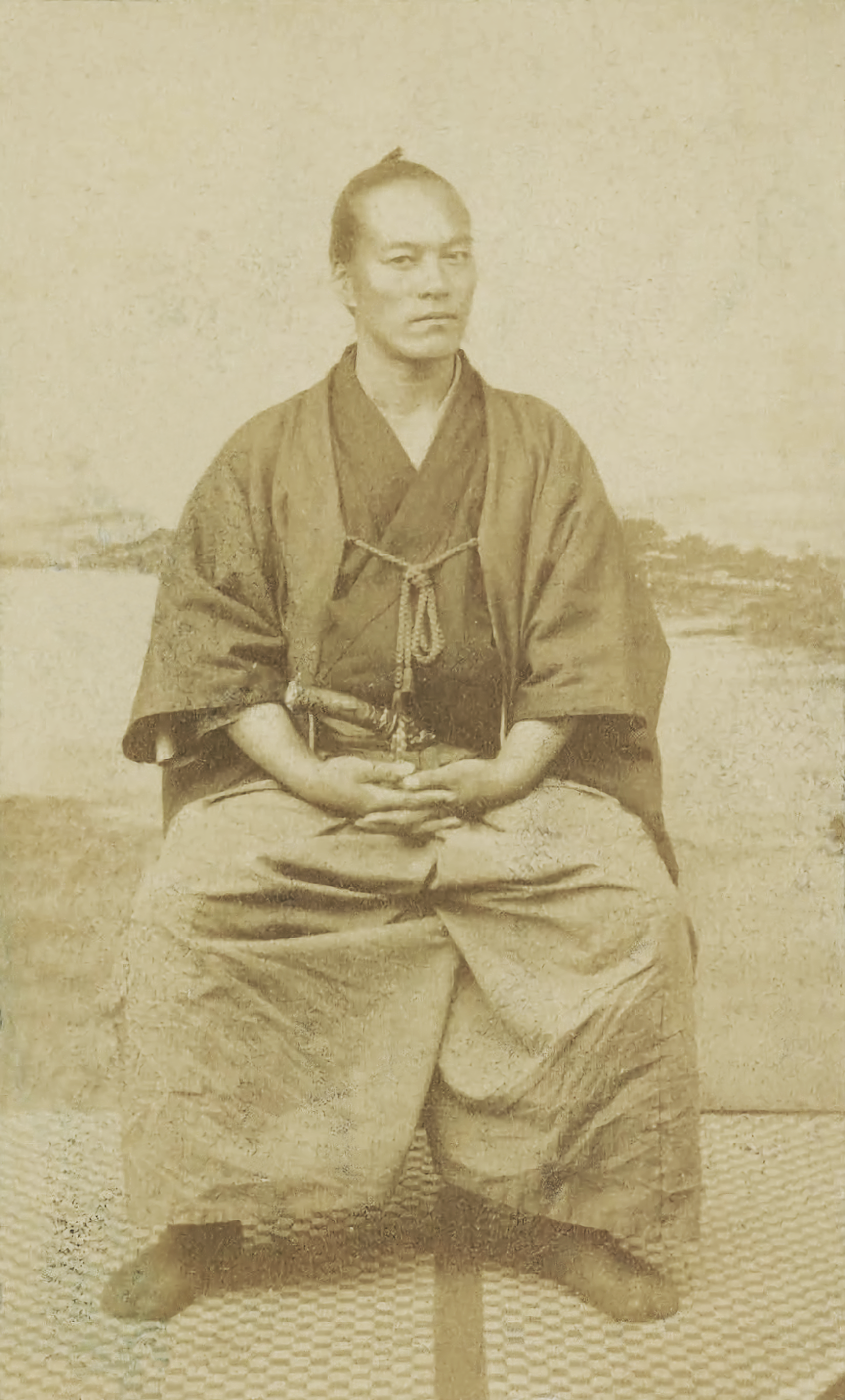
Yamaoka Tesshū

Yamaoka Tesshū (japanisch 山岡 鉄舟, bekannt auch als Yamaoka Tetsutarō (山岡 鉄太郎); geboren 10. Juni 1836 in Edo; gestorben 19. Juli 1888 ebenda) war ein japanischer Schwertkämpfer in der Mitte des 19. Jahrhunderts, bekannt auch für seine Vermittlertätigkeit während der Meiji-Restauration 1868.

## Leben und Wirken
Yamaoka Tesshū hatte den Vornamen „Takayuki“ (高歩), wurde aber gewöhnlich „Tetsutarō“ genannt. Er war der älteste Sohn des Hatamoto Ono Asaemon (小野 朝右衛門). 1855 wurde er Oberhaupt der Familie Yamaoka, eine Familie von Meistern der Speerkunst. Er studierte auch Schwertkunst bei Chiba Shusaku (千葉 周作; 1793–1856) und entwickelte 1888 den „Mutō-Stil“, den er in seiner Schule „Shunpukan“ (春風館) unterrichtete. 1856 wurde er Fechtkunstlehrer an der militärischen Ausbildungsstätte „Kōbusho“ (講武所) des Bakufu. 1862 wurde er Leiter des vom Shogunat rekrutierten Rōshi-Korps (浪士隊), also eines Korps aus herrenlosen Samurai.
Im März 1868, während des Boshin-Krieges, reiste Yamaoka als Bote für Katsu Kaishū nach Sunpu (駿府) und traf sich mit Saigō Takamori. Er ebnete so den Weg für die Katsu-Saigō-Gespräche zur kampflosen Übergabe der Burg Edo. Nach der Meiji-Restauration wirkte er im September 1869 als Gouverneur der Shizuoka-Domäne und 1871 als Rat bei der Bildung der Präfektur Ibaraki. Im Juli 1875 erhielt er den Rang eines Kammerherrn (侍従, Jiyū). Er stieg dann weiter auf, erhielt 1881 eine hohe Position im Kaiserlichen Hofamt und wurde Vizegraf. Seine Kalligrafien, die er unter dem Namen „Ichirakusai“ (一楽斎) signierte, sind berühmt. Zusammen mit Katsu Kaishū und Takahashi Deishū (高橋 泥舟; 1835–1903) ist er als eines der„Drei Shū“ am Ende der Edo-Zeit bekannt. Sein Grab befindet sich am Zenshōan (全生庵) in Bezirk Yanaka, Tokio.
Zu Yamaokas Schülern gehören Chūjō Kinnosuke (中條 金之助; 1827–1896), Kominami Yichi (小南 易知), Takahashi Michitarō (高橋 道太郎), ein Sohn von Takahashi Deishū, Hasegawa Umpachirō (長谷川 運八郎), Nakakta Makoto (中田 誠実), Tamon Masabumi (多門 正文), Matsudaira Kanji (松平 莞爾), Koibuchi Masamichi (鯉淵 正道), Nakamura Tadaemon (中村 定右衛門), Kagawa Zenjirō (香川 善次郎; 1848–1921), Kodeta Yasusada (籠手田 安定; 1840–1899), Kitagaki Kunimichi (北垣 国道; 1836–1916), Yanagida Genjirō (柳多 元治郎; 1864–1933) und viele andere.